# Districtul Mueang Chanthaburi
Mueang Chanthaburi (în thailandeză เมืองจันทบุรี) este un district (Amphoe) din provincia Chanthaburi, Thailanda, cu o populație de 125.924 de locuitori și o suprafață de 253,093 km².